# CBS Building
El CBS Building, también conocido como la Roca Negra, es un rascacielos de Nueva York donde funciona la sede de la cadena CBS. Se encuentra en el Midtown Manhattan, en el número 51 de la Calle 52 Oeste en la esquina de Sexta Avenida o avenida de las Américas. Lo diseñó el arquitecto finlandés Eero Saarinen y fue inaugurado en 1965. Tiene 38 pisos y mide 150 metros. Tiene una superficie de 81.000 metros cuadrados.